# Acord sobre els Aspectes dels Drets de Propietat Intel·lectual relacionats amb el Comerç
L'Acord sobre els Aspectes dels Drets de Propietat Intel·lectual relacionats amb el Comerç (Acord sobre els ADPIC o Acord ADPIC, o més conegut amb la seva denominació anglesa: Agreement on Trade Related Aspects of Intellectual Property Rights o TRIPS Agreement) és un acord internacional administrat per l'Organització Mundial del Comerç (OMC), que estableix les normes mínimes per a moltes formes de regulació de la propietat intel·lectual (PI) que s'aplica als nacionals dels altres membres de l'OMC. Es va negociar al final de la Ronda Uruguai de l'Acord General sobre Aranzels i Comerç (GATT) el 1994.
L'acord sobre els ADPIC va introduir per primera vegada la llei de propietat intel·lectual en el sistema comercial internacional i segueix sent l'acord internacional més complet sobre propietat intel·lectual fins ara. El 2001, els països en desenvolupament, preocupats que els països desenvolupats insistien en una interpretació excessivament estreta dels ADPIC, van iniciar una ronda de converses que van donar lloc a la Declaració de Doha. La Declaració de Doha de l'OMC és una declaració que aclareix l'abast dels ADPIC, declarant per exemple que els ADPIC poden i han de ser interpretats a la llum de l'objectiu de "promoure l'accés als medicaments per a tots”.
En concret, sobre els ADPIC obliga als membres de l'OMC a atorgar drets d'autor, que abasta els productors de contingut, incloent intèrprets, els enregistraments d'àudio i els organismes de radiodifusió; les indicacions geogràfiques, incloses les denominacions d'origen; els dissenys industrials; els esquemes de traçat de circuits integrats; les patents; les noves varietats vegetals; les marques comercials; i la informació no divulgada o confidencial. Els ADPIC també especifiquen els procediments d'execució, recursos i procediments de resolució de disputes. La protecció i l'observança de tots els drets de propietat intel·lectual s'han de complir amb els objectius de contribuir a la promoció de la innovació tecnològica i a la transferència i difusió de tecnologia, en benefici recíproc dels productors i usuaris dels coneixements tecnològics, de manera que afavoreixin el benestar social i econòmic, i per a l'equilibri de drets i obligacions.

## Els requisits dels ADPIC
L'Acord sobre els ADPIC exigeix als Estats membres a proporcionar una forta protecció dels drets de propietat intel·lectual. Per exemple, sota els ADPIC:
- Els termes de drets d'autor s'han d'estendre almenys 20 anys, tret basat en la vida de l'autor (Art. 12 i 14).[2]
- Els drets d'autor han de ser concedits automàticament i no basats en cap "formalitat", com ara registres, segons el que especifica el Conveni de Berna (Art. 9).
- Els programes d'ordinador han de ser considerats com "obres literàries" en virtut dels drets d'autor i reben els mateixos termes de protecció.
- Les excepcions nacionals als drets d'autor (com "ús just" als Estats Units) estan limitades per la prova del criteri triple de Berna.
- Les patents han de ser atorgades per les "invencions" en tots els "camps de la tecnologia" sempre que compleixin la resta de requisits de patentabilitat (encara que es permeten excepcions per a certs interessos públics (art. 27.2 i 27.3)[3] i han de ser vigents almenys 20 anys (Art 33).
- Les excepcions als drets exclusius han de limitar, a condició que l'explotació normal de l'obra (art. 13) i de l'explotació normal de la patent (article 30) no estiguin en conflicte.
- No es permet cap perjudici injustificat als interessos legítims dels titulars dels drets dels programes d'ordinador i les patents.
- Els interessos legítims de tercers han de ser preses en compte pels drets de patent (art 30).
- En cada estat, les lleis de propietat intel·lectual no poden oferir cap benefici als ciutadans locals, i que per això no estigui disponible per als ciutadans d'altres països signataris dels ADPIC en el marc del principi de tracte nacional (amb certes excepcions limitades, art. 3 i 5).[4] sobre els ADPIC també té una clàusula de la nació més afavorida.

Moltes de les disposicions dels ADPIC sobre els drets d'autor van ser copiats de la Conveni de Berna per a la Protecció de les Obres Literàries i Artístiques i moltes de les seves disposicions de marques i patents es van modelar sobre el Conveni de París per a la Protecció de la Propietat Industrial.

### L'accés als medicaments essencials
El conflicte més visible ha estat amb els medicaments contra la SIDA a l'Àfrica. Malgrat el paper que les patents han exercit en el manteniment d'uns alts costos dels medicaments per als programes de salut pública a través d'Àfrica, aquesta controvèrsia no ha portat a una revisió dels ADPIC. En el seu lloc, una declaració interpretativa, la Declaració de Doha, es va publicar el novembre de 2001, que indicava que els ADPIC deixarien d'aplicar-se només en casos molt determinats i davant de crisis de salut pública. Després de Doha, Pharmaceutical Research and Manufacturers of America, els Estats Units i en menor mesura altres països desenvolupats van començar a treballar per minimitzar l'efecte de la declaració.

## Criticisme
Des que l'Acord sobre els ADPIC va entrar en vigor ha rebut un nivell creixent de crítiques dels països en desenvolupament, acadèmics i organitzacions no governamentals. Algunes d'aquestes crítiques són en contra de l'OMC en el seu conjunt, però molts defensors de la liberalització del comerç també consideren l'Acord sobre els ADPIC com una mala política. Els efectes de la concentració de la riquesa de l'Acord (en traslladar els diners de la gent dels països en desenvolupament als països desenvolupats, on hi ha els titulars de patents i de drets d'autor) i la imposició d'una escassetat artificial dels ciutadans dels països en desenvolupament (que de ser per ells hauríem tingut unes lleis de propietat intel·lectual més febles) són les bases comunes per a tals crítiques.
Daniele Archibugi i Andrea Filippetti sostenen que la importància dels ADPIC en el procés de generació i difusió del coneixement i la innovació han estat sobreestimats tant pels seus partidaris com pels seus detractors. Claude Henry i Joseph E. Stiglitz sostenen que l'actual règim global de propietat intel·lectual pot impedir la innovació i la seva difusió, i suggereixen reformes per fomentar la difusió mundial de la innovació i el desenvolupament sostenible.